# Polypodium alavae
Polypodium alavae är en stensöteväxtart som beskrevs av Alan Reid Smith. Polypodium alavae ingår i släktet Polypodium och familjen Polypodiaceae. Inga underarter finns listade.